# Municipio de San Pedro Cholula
El municipio de San Pedro Cholula es un municipio mexicano del estado de Puebla. Según el censo de 2020, tiene una población de 138 433 habitantes. Forma parte del Valle de Cholula y de la Zona Metropolitana de Puebla-Tlaxcala. Su cabecera es la ciudad de Cholula de Rivadavia.En este municipio han sido filmadas algunas producciones cinematográficas como "Enamorada" (1946) del director Emilio "El Indio" Fernández, así mismo su versión en lengua inglesa titulada "The Torch" (1950). De igual manera, fue grabada "Talpa" (1955) del director alemán Alfredo B. Crevenna y basada en el cuento de Juan Rulfo ; así cómo "La fórmula secreta" (1965) de Rubén Gámez, la cual va acompanada de una narración escrita por Juan Rulfo y leída por Jaime Sabines.

## Toponimia
Su nombre proviene del náhuatl chololoa, que significa "despeñarse el agua".

## Historia

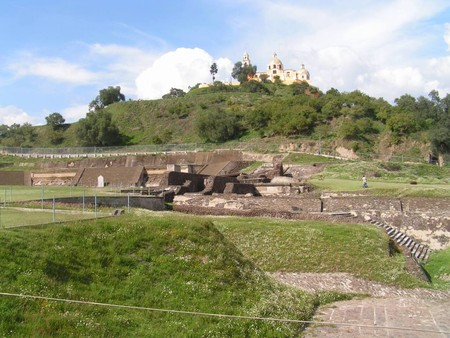
Gran Pirámide de Cholula.

El sitio que actualmente ocupa el municipio muestra indicios de ocupación humana por lo menos desde el preclásico medio mesoamericano (siglos XII a IV a. C.), lo que representa una ocupación continua desde hace más de treinta siglos.
La antigua Cholollan fue un importante centro ceremonial de Mesoamérica, manteniéndose hasta la gran matanza cholulteca como el lugar de iniciación de sacerdotes y personalidades de diversas culturas.
Hernán Cortés, ayudado por guerreros tlaxcaltecas, cometió durante seis días, en octubre de 1519, una matanza sobre la población. Varios días de asesinatos fueron suficientes para aniquilar a la población civil, dignatarios y oficiales. El conquistador creyó observar preparativos para atacarlos porque la ciudad estaba desierta y sobre los techos de las casas había montículos de piedras. Además, Cortés justificó la masacre diciendo que Moctezuma tenía a las afueras de la ciudad un ejército de 20 000 hombres que, en asociación con los cholultecas, pretendía atacar a los españoles y a sus aliados.
Se afirma que tantos fueron los muertos que las calzadas y patios de los altares se tiñeron de rojo, corriendo la sangre como si fuera un día de lluvia. Después del sangriento exterminio cholulteca, del 19 al 23 de octubre de 1519, el capitán Diego de Ordaz, de las fuerzas conquistadoras. ascendió al Popocatépetl ante el asombro de los indígenas que lo acompañaban. Allí recogió azufre para fabricar pólvora.

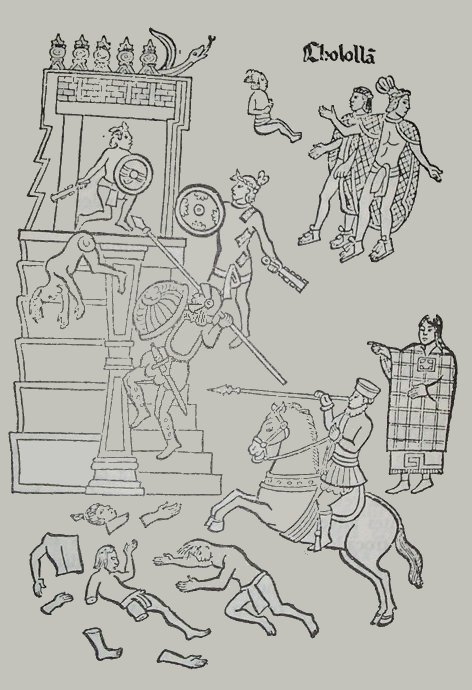
La Matanza de Cholula, de acuerdo con el Lienzo de Tlaxcala

Por Cédula Real del Príncipe Felipe II de España y otorgada por el emperador Carlos V (Carlos I de España), el 27 de octubre de 1535 se concedió a Cholula el título de Ciudad. El 19 de junio de 1540, el emperador Carlos V y su madre doña Juana I de Castilla (Juana la Loca) otorgaron el Escudo de Armas.
En la época virreinal llegaron a construirse en el valle cholulteca más de un centenar de iglesias –circunscripción del distrito –no llegando a las míticas 365, como se pregona aún por propios y extraños. El mito de tantos templos como días tiene el año es una quimera que se desprende de un error en la interpretación de las crónicas de la conquista, deseo desbordado que no se aleja tanto de la realidad, por la inmensa cantidad de teocallis que fueron observados y destruidos durante la ocupación española.
El 13 de febrero de 1895, por Decreto del XIII Congreso Constitucional del Estado y en honor del presidente argentino Bernardino Rivadavia —que nunca conoció la ciudad— se rindió tributo a su memoria, asignándole su nombre al entonces distrito con cabecera en San Pedro Cholula, confundiéndose desde entonces la designación hecha a la circunscripción del distrito con el nombre de la antigua ciudad. De acuerdo con el Instituto Nacional de Estadística y Geografía (INEGI), el nombre de la cabecera del municipio de San Pedro Cholula es Cholula de Rivadavia.
Durante varias décadas del pasado siglo, el Gobierno municipal fue reñido por tres grupos políticos locales, con suficiente influencia para someter el crecimiento urbano de la metrópoli a su capricho. En algunos de los casos, el Gobierno municipal perdió sus bienes, se destruyeron vestigios arquitectónicos y se perdieron los amplios atrios y huertas de los templos, gracias a la complacencia o complicidad de las autoridades, que permitieron que los bienes comunes o públicos pasaran a propiedad privada.

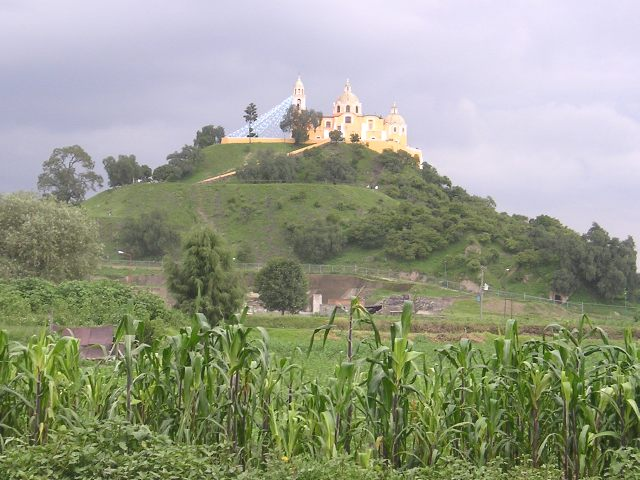
Iglesia de Nuestra Señora de los Remedios, construida en la parte superior de la Gran Pirámide.

Los antecedentes se perdieron cuando un presidente municipal, Joaquín Roldán Casco, quemó el archivo municipal en un horno de su panadería, por considerar que los amarillentos papeles no tenían interés alguno.
La riqueza colonial de la teocrática ciudad ha sido devastada durante años por los depredadores culturales, quienes, tolerados por sus familiares o amigos gobernantes y paradójicamente siendo herederos de la milenaria riqueza, han permitido su saqueo o destrucción.
También los fenómenos naturales han colaborado en la pérdida de las riquezas ancestrales de los cholultecas. Como ejemplo debe destacarse el sismo del 15 de junio de 1999, que afectó a la mayoría de los templos coloniales, resultando severamente dañadas las iglesias de San Andrés Cholula y el templo dedicado a la Virgen de los Remedios, que se edificó sobre el gran teocalli.
La historia dl municipio de San Pedro de Cholula está ligada al desarrollo de los municipios conurbados, como San Andrés Cholula, Cuautlancingo y Coronango, entre otros.
La relevancia de Cholula en el contexto internacional es indiscutible, derivada de sus vestigios arqueológicos, en especial el Tlachihualtepel ("cerro hecho de tierra"), también llamado Machihualtépetl ("cerro hecho mano").
En los últimos años se ha tratado de impulsar el turismo dentro de este municipio, siendo que siempre ha gozado de fama dentro de los turistas nacionales y extranjeros debido principalmente a la Gran Pirámide de Cholula, que fuese dedicada al dios prehispánico Tláloc, y a la iglesia que fue construida encima de ella con posterioridad a la conquista y que fuese dedicada a Nuestra Señora de los Remedios. Por esta razón se ha invertido en infraestructura y se han restaurado partes importantes de sus iglesias, así como se ha trabajado en las zonas arqueológicas y se ha impulsado el comercio artesanal y la creación de diferentes festivales y eventos. Todos estos esfuerzos culminan el 30 de octubre de 2012, cuando le fue otorgado junto con su municipio contiguo San Andrés Cholula (con quien comparte la Gran Pirámide), el título de "Las Cholula Mágicas", perteneciente a la denominación de Pueblos Mágicos, título otorgado por la Secretaría de Turismo y que impulsa su turismo a nivel nacional e internacional al promoverlo como una ruta turística muy atractiva.

## Geografía
El municipio de San Pedro Cholula se localiza en la parte centro - oeste del estado de Puebla. Presenta una altitud de entre 2400 y 2080 metros sobre el nivel del mar. Sus coordenadas geográficas extremas son 19°01' - 19°07' de latitud norte y 98°16' - 98°24' de longitud oeste. Tiene una superficie de 51.03 kilómetros cuadrados.
El municipio colinda al norte con el municipio de Juan C. Bonilla y el municipio de Coronango, al noreste con el municipio de Cuautlancingo, al este con el municipio de Puebla, al sur con el municipio de San Andrés Cholula, al suroeste con el municipio de San Jerónimo Tecuanipan, y al oeste con el municipio de Calpan y el municipio de Huejotzingo.

### Atractivos turísticos
El municipio de San Pedro Cholula contiene una de las edificaciones de pirámides más antigua, de aproximadamente 3500 años de antigüedad, construida en el periodo preclásico más temprano. Esta gran pirámide distingue al municipio. Mide 400 metros por lado, con más de 8 kilómetros abiertos en su interior. Este trabajo fue realizado por arqueólogos para poder tener una vista de su interior, donde se pueden apreciar pinturas prehispánicas, las cuales han sido clasificadas como las mayores de América.
Junto a la pirámide se encuentra el Santuario de la Virgen de los Remedios. Este templo se instauró después de la conquista en el periodo de evangelización superponiéndola sobre las creencias indígenas. Ahora conviven en un espacio que da cuenta del pasado y la historia. A Nuestra Señora de los Remedios le celebran su festividad el 8 de septiembre con una festividad, que empieza 8 días antes. A todos los pueblos de ese municipio les toca poner un día de baile y el último día dan una serenata toda la noche y es coronada.
También esta la explanada que forma el conjunto monumental con la Iglesia y el Convento de San Gabriel; la Iglesia de la Tercera Orden; la Capilla Real con sus capillas posas, sus atrios y la Biblioteca Franciscana Fray Bernardino de Sahagún; la Parroquia de San Pedro, El Museo de la Ciudad “Casa del Caballero Águila y el Portal de Guerrero.
También esta el Convento Franciscano, los 45 templos de la zona, los portales de la Plaza Principal, el Museo – Casa y Centro de Cultura, donde se muestran pinturas, murales y artesanías. También la Universidad de las Américas de arquitectura virreinal; sus balnearios y la Feria Regional Piloto de Cholula, realizada del 12 al 16 de septiembre de cada año.
Actualmente en el lugar se construye el Parque Intermunicipal Cholula.
Al centro del municipio se localiza el Zapotecas, un cerro de origen volcánico famoso entre los deportistas de la región y que contiene la única área boscosa del municipio. El «Zapo» permite varias actividades recreativas, como el pícnic, el jogging, el senderismo, el ciclismo de montaña y el motocross.

### La Feria
En la época prehispánica Cholula era considerada un centro cultural y religioso tan importante como lo sería en la actualidad Chalma, Juquila o la Basílica de Guadalupe.  Los Dioses que se veneraban eran Quetzatcóatl “Dios de los comerciantes y mercaderes” y  Chiconauhquiauhitl “Dios de las nueve lluvias; el cual sustituyeron los frailes franciscanos por la Virgen de los Remedios quedando la fecha de celebración de fiesta en honor a ambos el mismo día, es decir el 8 de septiembre. Para tal efecto se acostumbraba que los pueblos llegaran desde lejos y gracias a la importancia de dichos dioses era necesario que por lo menos una vez en su vida visitaran el lugar. Este viaje se hacía para mostrar veneración lo cual lo hacían sacrificando una persona, ofrecían su corazón y regresaban con el cuerpo para después comerlo en sus respectivos lugares de origen, todo este ritual era acompañado de música. También aprovechaban para realizar el cambio de varas de mando las cuales podrían compararse con los cetros que en la actualidad llevan los mayordomos.  Al ser de lugares tan lejanos traían consigo los productos que elaboraban y los intercambiaban con otros pueblos, el cambio era producto por producto,  llevaban a cabo el trueque.  En la actualidad los festejos comienzan desde los primeros días del mes de agosto siguiendo el orden de la organización de circular, se ofician diariamente misas costeadas por barrios, pueblos, cofradías y hermandades, sindicatos, gremios, empresas industriales o comerciales, devotos y particulares, cuando es el turno de los pueblos y barrios suben con su Santo, dichas celebraciones se prolongan hasta el día 8 de septiembre.  En la noche del 31 de agosto se realiza  “La Procesión de los Faroles” la cual consiste en un recorrido por las calles de la ciudad en la que participan los barrios con su respectiva imagen y las imágenes de la “Circular”, esta procesión tiene 20 años de llevarse a cabo. Hacia las dos de la madrugada se entonan las “mañanitas” y durante toda la noche se realizan misas que son donadas por diversas organizaciones y feligreses, a la una de la tarde del primero de septiembre se oficia la misa solemne de los pueblos y barrios, a la que asisten para alumbrar todos los mayordomos y fiscales entre quienes se reparten el costo de la ceremonia.    El día culmen de estos festejos es el 8 de septiembre se hacen diversas misas, y como sucedía en la época prehispánica, gente de diversos lugares llega a venerar y mostrarle su agradecimiento a la Virgen de los Remedios. Al bajar del “cerro” aprovechan para vender o en su defecto llevar a cabo el tradicional y ancestral “trueque” sobre la explanada de la Plaza de la Concordia, frente a las majestuosas 44 arcadas del portal de peregrinos. Entre los productos que podemos encontrar están: los charales blancos, carpas, quesos de Chautla, hierbas de olor y medicinales, resinas, mecapales, acocotes, vainas, azafrán, cacahuates, nueces,  y frutas de varios lugares como San Martín, Huejotzingo y Zacatlán, además de diversos productos artesanales y decorativos como petates, chiquihuites de vara, canastas, ollas de barro, utensilios de madera etc.  El Barrio de Santa María Xixitla es el barrio que le toca subir y hacer su misa el día 8, dicho barrio además de hacer su misa realiza “el cambio de varas de mando”, es decir el cambio de mayordomo del barrio y en lugar de traer una persona para sacrificar suben al “cerro” un “panzón” que es un muñeco hecho de papel de China y cohetes que tiene dentro manzanas las cuales caen de su “panza” al finalizar su quema. Este muñeco una vez quemado es bajado y llevado hasta el barrio por las personas que se encargaran de recolectar el dinero que se necesita para su elaboración para el año siguiente.

#### El Trueque

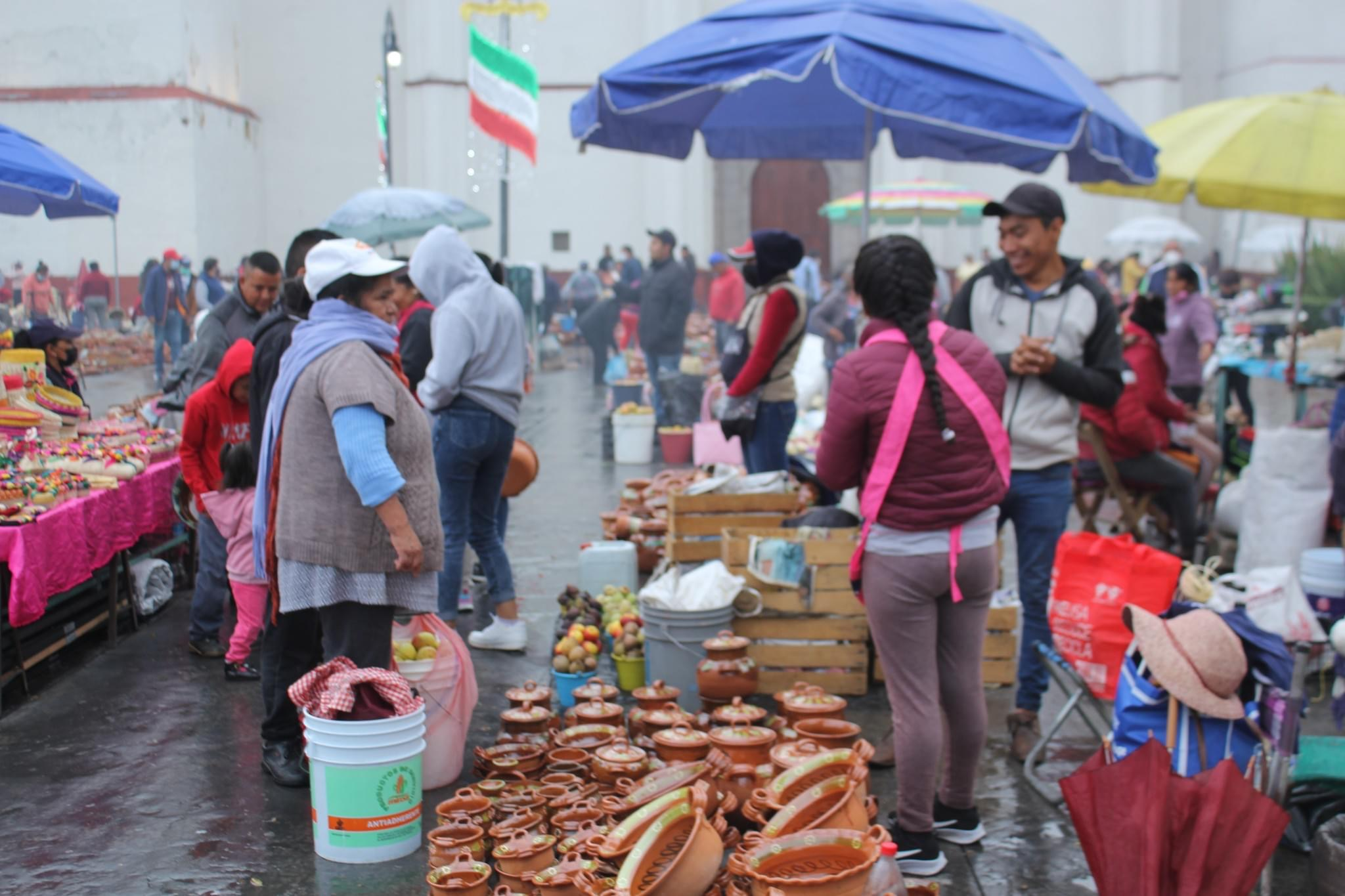
Fotografía del Trueque, San Pedro Cholula.

El trueque es una tradición milenaria que se forma parte de los festejos en honor a la Virgen de los Remedios en el municipio de San Pedro Cholula, la cual se realiza año con año durante el 8 de septiembre en la Plaza de la Concordia, donde se dan cita los pueblos de la región del Izta-Popo, así como del interior del estado y de entidades vecinas como Tlaxcala, Estado de México, Morelos y Guerrero.
Inicia desde la madrugada del 8 de septiembre con la llegada de los comerciantes, artesanos y productores para instalar sus puestos, principalmente de frutas de temporada, utensilios de cocina de madera y barro, así como productos de palma como canastos, petates, chiquihuites, blusas con la técnica del bordado de pepenado, hierbas y plantas medicinales, en algunos casos artículos ropa en buen estado, juguetes, o productos de la canasta básica. 
Alrededor de 300 comerciantes, productores y artesanos conviven con cerca de diez mil visitantes para vivir la experiencia que durante un día al año “donde las monedas y los billetes no tienen ningún valor” en este rincón del país. 
Desde hace un par de años, promotores culturales buscan que el Congreso del Estado declare a este sistema de intercambio de bienes materiales como Patrimonio Cultural e Inmaterial de Puebla.

### Escudo de armas
Concedido en 1540 por el Rey Carlos V. Consta de cuatro cuarteles; en uno están un sotuer; dos clarines y cinco estrellas de oro en campo sinople; en el segundo cuartel está representada la gran pirámide coronada por una cruz púrpura; el tercer cuartel tiene un león rampante armado de espada y barreado de negro; el último representa la acequia Aquiahuac, matas de tule y cuatro patos.
La orla y divisa es un brazo de armadura, dos saetas, yelmo con airón de plumas y trascolas, y a los lados dos guías de follaje en negro y oro, se unen a un rollo de oro, esmaltado con gemas de colores.

## Demografía
El municipio de San Pedro Cholula registra en el Censo de Población y Vivienda realizado en 2020 por el Instituto Nacional de Estadística y Geografía un total de 138 433 habitantes, de los cuales 66 454 son hombres y 71 979 son mujeres.

### Localidades
En el municipio de San Pedro Cholula se localizan un total de 17 localidades, siendo las principales y su población en 2010 las siguientes:
| Localidad                | Población |
| Total Municipios         | 120 459   |
| Cholula de Rivadavia     | 87 897    |
| Santiago Momoxpan        | 17 622    |
| San Gregorio Zacapechpan | 6 959     |
| Santa María Acuexcomac   | 4 432     |
| San Francisco Coapa      | 2 637     |

RUTAS DEL MUNICIPIO DE SAN PEDRO CHOLULA
| Nombre Ruta           | Destino                           | Autobús | Midibus | Van | Total General |  |
| LINEA PUEBLA-CHOLULA  | PUEBLA-CENTRO                     | 169     |         |     | 169           |  |
| R S 14 "A"            | PUEBLA-CENTRO                     | 57      | 31      |     | 169           |  |
| R S 14                | PUEBLA-CENTRO                     | 1       |         | 6   | 7             |  |
| R S 15                | PUEBLA-CENTRO                     |         | 1       | 18  | 19            |  |
| R S 16                | UNIVERSIDAD POLITÉCNICA DE PUEBLA | 1       |         | 50  | 51            |  |
| R S 23                | PUEBLA                            |         |         | 27  | 27            |  |
| R S 26                | PUEBLA-CENTRO                     |         |         | 13  | 13            |  |
| R M 7                 | PUEBLA-CENTRO                     |         |         | 21  | 21            |  |
| R M 7 FRACC. OLIN     | PUEBLA-CENTRO                     |         |         | 1   | 1             |  |
| RUTA M8               | MERCADO HIDALGO-PUEBLA            |         |         | 40  | 40            |  |
| R S 12                | SAN PEDRO CHOLULA                 |         | 2       | 46  | 48            |  |
| RUTA BICENTENARIO "A" | 24 SUR-BUAP                       | 32      |         |     | 32            |  |
| TOTAL DEL MUNICIPIO   |                                   |         |         |     | 492 UNIDADES  |  |

### Agricultura
San Pedro Cholula tiene gran diversidad de cultivos por poseer tierras muy fértiles, un clima único y tener riego durante todo el año. Por estas condiciones es ideal para que se puedan cultivar distintas variedades de flores y hortalizas, entre las que destacan en flores, la flor de muerto que se cultiva una vez al año para dichas fechas, la flor de nube que se cultiva durante todo el año, gran variedad de crisantemos cultivados al aire libre entre muchas otras más variedades el cultivo de dichas flores se ha ido reduciendo debido a la baja demanda de dichos productos aunque por muchos años el cultivo y comercio de estas flores principalmente en la capital del país fue sumamente rentable.
En cuanto a las hortalizas también se encuentra una gran variedad de productos entre los que destacan, la cebolla cambray, cilantro, rábano, espinaca, brócol. Estos productos actualmente en su mayoría ce comercializan en la Central de Abastos de DF y poseen una gran demanda porque es muy bien sabido entre los compradores mayoristas que si estos productos provienen del municipio de san pedro Cholula es sinónimo de calidad y de buenas prácticas agrícolas resaltando que estos son cultivados por medio de riego con agua de muy alta calidad. Cabe mencionar que dichos productos son cultivados en tierras de riego, y en cuanto alas tierras de temporal principalmente son sembradas de frijol y maíz, conservando semillas criollas de polinización abierta, la zona agrícola de San Pedro Cholula casi nunca ha recibido apoyo por las autoridades no obstante con el trabajo arduo de los agricultores ha logrado prosperar y ser fuente de trabajo para muchas familias de San Pedro Cholula

## Política

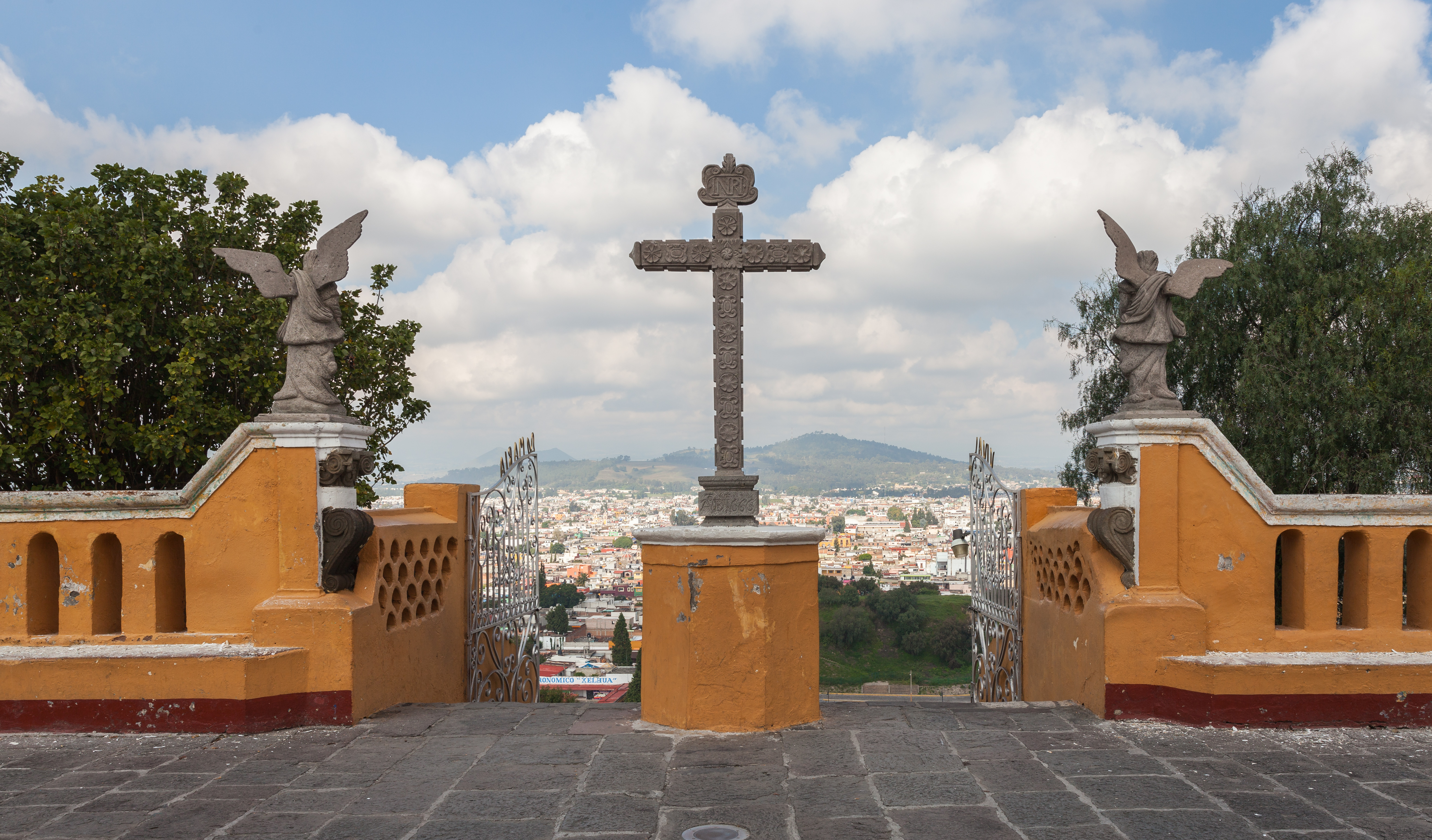
Vista de Cholula desde la iglesia de Nuestra Señora de los Remedios

El gobierno del municipio de San Pedro Cholula le corresponde al Ayuntamiento que tiene su sede en la cabecera municipal, Cholula de Rivadavia; el ayuntamiento se encuentra conformado por el presidente municipal, un síndico y un cabildo integrado por 12 regidores, ocho de los cuales son electos por mayoría relativa y los cuatro restantes por mediante el principio de representación proporcional, todos son electos mediante el voto universal, directo y secreto en un proceso electoral celebrado el primer domingo de julio del año de la elección y que asumen sus cargos el 15 de febrero del siguiente año, por un periodo de tres años que no son reelegibles para el inmediato pero sí de forma alternada.

### Subdivisión administrativa
El municipio de San Pedro Cholula se divide para su administración interior, además de la cabecera municipal, en 13 juntas auxiliares, estas son electas mediante plebiscito popular celebrado el último domingo de marzo del año correspondiente y conformadas por un Presidente Auxiliar y cuatro regidores, todos para un periodo de tres años y que asumen sus cargos el día 15 de abril siguiente a su elección.
Las trece juntas auxiliares del municipio de San Pedro Cholula son las que siguen:
- Santa María Acuexcomac
- Santa Bárbara Almoloya
- San Diego Cuachayotla
- San Cosme Texintla
- San Francisco Coapan
- Santiago Momoxpan es la segunda localidad más grande de las 13 juntas auxiliares que forman el municipio de San Pedro Cholula, realmente es una comunidad que conserva sus tradiciones, es de pobladores muy aguerridos y arraigados en sus usos y costumbres y no solo por el número de habitantes también por sus accesos a las principales vías de comunicación. cuenta con un ambiente provinciano con accesos a la ciudad a tan solo 5 minutos de las grandes vías de comunicación para acceder a la ciudad de Puebla.

- San Cristóbal Tepontla
- Rafael Ávila Camacho (Manantiales)
- San Agustín Calvario
- San Sebastián Tepalcatepec
- San Juan Tlautla
- San Matías Cocoyotla
- San Gregorio Zacapechpan.

### Representación legislativa
Para la elección de diputados locales representantes de la población en el Congreso de Puebla y diputados federales integrantes de la Cámara de Diputados de México, el municipio de San Pedro Cholula se encuentra integrado en los siguientes distritos electorales:
Local:
- IX Distrito Electoral Local de Puebla con cabecera en la ciudad de Cholula de Rivadavia.[9]

Federal:
- X Distrito Electoral Federal de Puebla con cabecera en la ciudad de Cholula de Rivadavia.[10]

### Presidentes municipales
- (1990 - 1993):  Francisco Miguel Blanca García
- (1993 - 1996):  Alfredo Toxqui Fernández
- (1996 - 1999):  Saltiel Arturo Carranco Blanca
- (1999 - 2001):  José Francisco Castillo Castillo
- (2002 - 2004):  Alejandro Oaxaca Carreón
- (2004): Interino Omar Cócolotl Tepale
- (2004 - 2005):  José Aurelio Pérez Castañeda
- (2005 - 2008):  Juan Pablo Jiménez Concha
- (2008 - 2011):  Francisco Covarrubias Pérez
- (2011 - 2014):  Carmen Parra Jiménez
- (2014 - 2017):  José Juan Espinosa Torres
- (2018 - 2021):  Luis Alberto Arriaga Lila
- (2021 - 2024):  Paola Elizabeth Angon Silva